# Neukirch (bei Königsbrück)

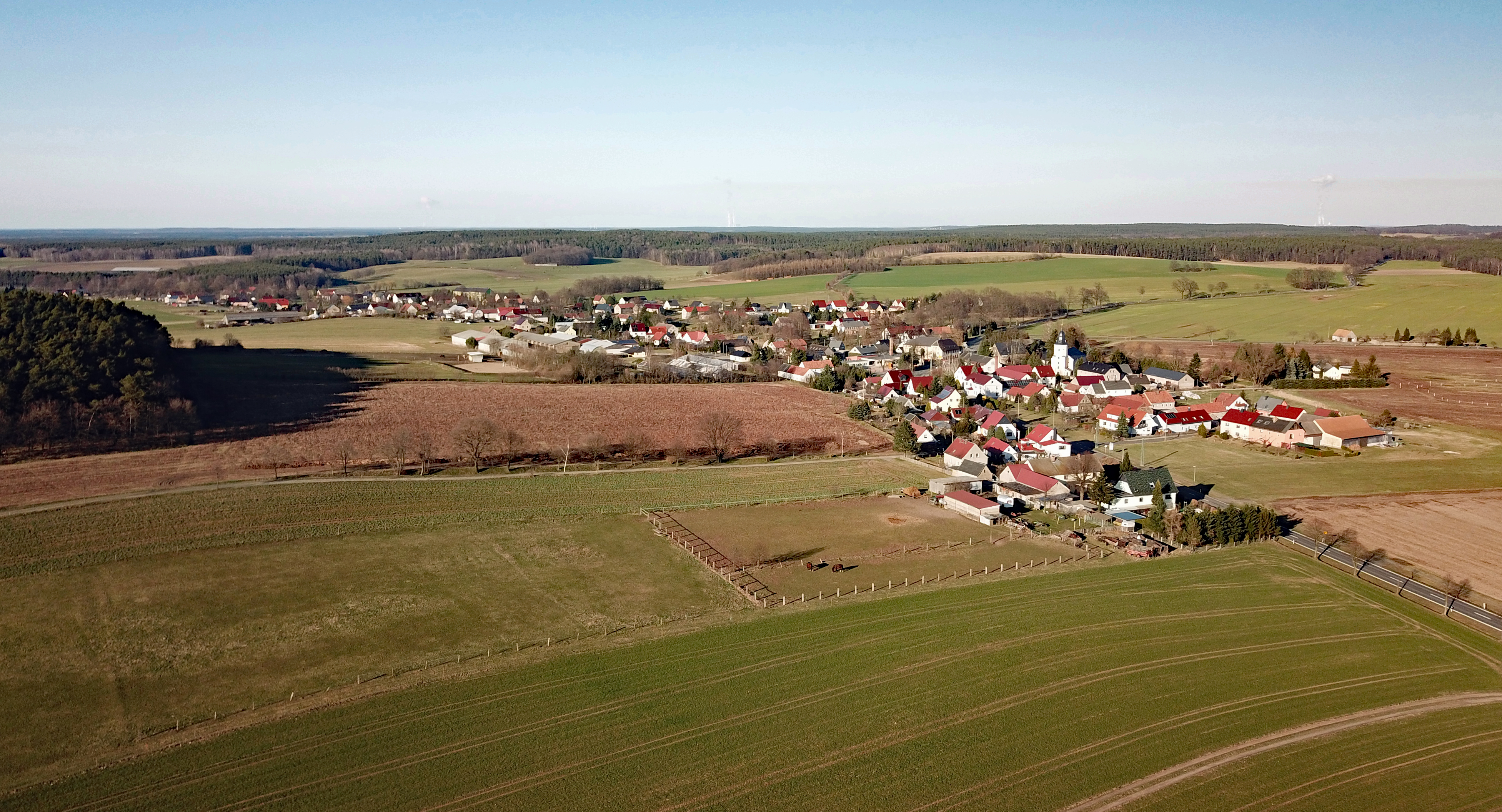
Neukirch aus der Luft

Neukirch ist eine sächsische Gemeinde im Landkreis Bautzen. Sie liegt in der Oberlausitz und gehört zur Verwaltungsgemeinschaft Königsbrück.

## Geografie und Verkehr
Die kleine Gemeinde liegt im überwiegend bewaldeten Heideland der Königsbrücker Heide, das teilweise zum Landschaftsschutzgebiet Westlausitz gehört. Die Nachbargemeinden sind Königsbrück, Kamenz, Haselbachtal und Schwepnitz; rund 10 km östlich liegt die Stadt Kamenz. Neukirch liegt östlich des ehemaligen Truppenübungsplatzes Königsbrück. Durch Neukirch fließt der Wasserstrich, westlich entspringt der Otterbach.

## Ortsgliederung
Neukirch besteht aus fünf Ortsteilen:
| - Gottschdorf, 243 Einwohner - Koitzsch, 259 Einwohner - Neukirch, 430 Einwohner - Schmorkau, 454 Einwohner - Weißbach, 273 Einwohner |

## Geschichte
Der Ortsteil Schmorkau wurde 1342 erstmals urkundlich erwähnt. Im Zuge der Sächsischen Gemeindegebietsreform wurde die jetzige Gemeinde Neukirch am 1. März 1994 aus den Gemeinden Neukirch, Schmorkau, Gottschdorf und Weißbach bei Königsbrück gebildet. Koitzsch kam am 1. Januar 1999 hinzu.

## Politik

### Gemeinderat
Seit der Gemeinderatswahl (Wiederholungswahl) am 19. Januar 2025 verteilen sich die elf Sitze des Gemeinderates folgendermaßen auf die einzelnen Gruppierungen:
- Gemeinsam für Neukirch: 4 Sitze
- AfD: 3 Sitze (ein Sitz bleibt mangels Bewerber unbesetzt)
- Freie Wählervereinigung: 2 Sitze
- Interessengemeinschaft Schmorkau: 2 Sitze

| Gemeinderat ab 2025Insgesamt 11 Sitze - GfN: 4 - FWV: 2 - IG S: 2 - AfD: 3 Ein Sitz der AfD bleibt mangels Bewerber unbesetzt. | Liste                            | 2025   | 2025   | 2024 * | 2024 * | 2019   | 2019   | 2014   | 2014   |
| Gemeinderat ab 2025Insgesamt 11 Sitze - GfN: 4 - FWV: 2 - IG S: 2 - AfD: 3 Ein Sitz der AfD bleibt mangels Bewerber unbesetzt. | Liste                            | Sitze  | in %   | Sitze  | in %   | Sitze  | in %   | Sitze  | in %   |
| Gemeinderat ab 2025Insgesamt 11 Sitze - GfN: 4 - FWV: 2 - IG S: 2 - AfD: 3 Ein Sitz der AfD bleibt mangels Bewerber unbesetzt. | Gemeinsam für Neukirch           | 4      | 34,9   | –      | –      | –      | –      | –      | –      |
| Gemeinderat ab 2025Insgesamt 11 Sitze - GfN: 4 - FWV: 2 - IG S: 2 - AfD: 3 Ein Sitz der AfD bleibt mangels Bewerber unbesetzt. | AfD                              | 3      | 28,4   | 1      | 27,6   | –      | –      | –      | –      |
| Gemeinderat ab 2025Insgesamt 11 Sitze - GfN: 4 - FWV: 2 - IG S: 2 - AfD: 3 Ein Sitz der AfD bleibt mangels Bewerber unbesetzt. | CDU                              | –      | –      | 3      | 26,1   | 3      | 34,8   | 4      | 33,9   |
| Gemeinderat ab 2025Insgesamt 11 Sitze - GfN: 4 - FWV: 2 - IG S: 2 - AfD: 3 Ein Sitz der AfD bleibt mangels Bewerber unbesetzt. | Freie Wählervereinigung          | 2      | 19,5   | 2      | 20,1   | 2      | 30,4   | 4      | 39,8   |
| Gemeinderat ab 2025Insgesamt 11 Sitze - GfN: 4 - FWV: 2 - IG S: 2 - AfD: 3 Ein Sitz der AfD bleibt mangels Bewerber unbesetzt. | Interessengemeinschaft Schmorkau | 2      | 17,1   | 2      | 18,0   | 2      | 24,1   | –      | –      |
| Gemeinderat ab 2025Insgesamt 11 Sitze - GfN: 4 - FWV: 2 - IG S: 2 - AfD: 3 Ein Sitz der AfD bleibt mangels Bewerber unbesetzt. | Interessengemeinschaft Neukirch  | –      | –      | 1      | 8,2    | –      | –      | –      | –      |
| Gemeinderat ab 2025Insgesamt 11 Sitze - GfN: 4 - FWV: 2 - IG S: 2 - AfD: 3 Ein Sitz der AfD bleibt mangels Bewerber unbesetzt. | FDP                              | –      | –      | –      | –      | 1      | 10,6   | 2      | 14,2   |
| Gemeinderat ab 2025Insgesamt 11 Sitze - GfN: 4 - FWV: 2 - IG S: 2 - AfD: 3 Ein Sitz der AfD bleibt mangels Bewerber unbesetzt. | Bündnis Arbeit-Familie-Vaterland | –      | –      | –      | –      | –      | –      | 1      | 12,0   |
| Gemeinderat ab 2025Insgesamt 11 Sitze - GfN: 4 - FWV: 2 - IG S: 2 - AfD: 3 Ein Sitz der AfD bleibt mangels Bewerber unbesetzt. | Wahlbeteiligung                  | 58,2 % | 58,2 % | 72,2 % | 72,2 % | 65,4 % | 65,4 % | 50,1 % | 50,1 % |
| * Die Gemeinderatswahl 2024 wurde für ungültig erklärt und am 19. Januar 2025 wiederholt.                                      |                                  |        |        |        |        |        |        |        |        |

### Bürgermeister
Harald Haase (parteilos) wurde bei der Direktwahl am 12. Juni 2022 mit einem Stimmenanteil von 55,3 % für sieben Jahre gewählt. Er wurde damit Nachfolger von Grit Truxa-Richter (parteilos), die nicht erneut kandidiert hatte.
| Wahl | Bürgermeister      | Vorschlag     | Wahlergebnis (in %) |
| ---- | ------------------ | ------------- | ------------------- |
| 2022 | Harald Haase       | Haase         | 55,3                |
| 2015 | Grit Truxa-Richter | Truxa-Richter | 70,9                |
| 2008 | Steffen Grahl      | Grahl         | 86,1                |
| 2001 | Steffen Grahl      | Grahl         | 98,0                |

## Sehenswürdigkeiten

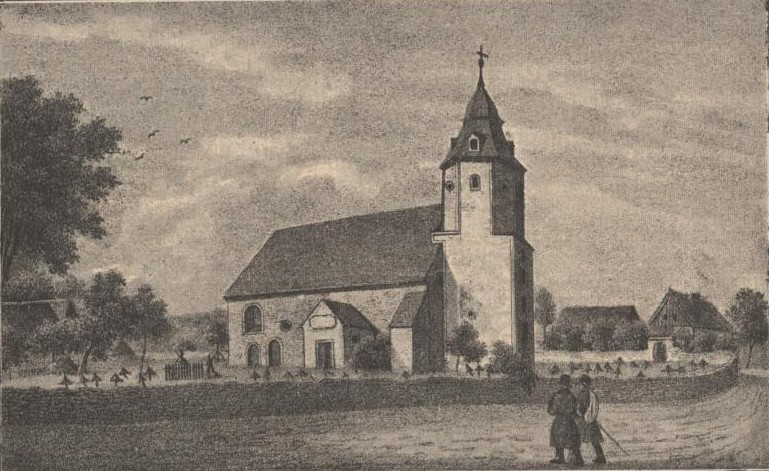
Ansicht um 1830

- siehe auch: Liste der Kulturdenkmale in Neukirch
- Schloss mit Museum und Galerie im Ortsteil Schmorkau
- Kirche Schmorkau

### Naturschutz
- Siehe auch: Liste der Naturdenkmale in Neukirch (bei Königsbrück)

## Persönlichkeiten
- Karl Friedrich Emil Bönisch (1832–1894), Jurist und Politiker, Mitglied der Zweiten Kammer der Ständeversammlung des Königreichs Sachsen